# Mariánivka (Berezivka)
Mariánivka (en ucraniano: Мар'янівка) es un pueblo ucraniano perteneciente al óblast de Odesa. Situado en el suroeste del país, es parte del raión de Berezivka y parte del municipio (hromada) de Berezivka.

## Toponimia
El nombre del asentamiento en ruso es Mariánovka (en ruso: Марьяновка).

## Historia
Durante el Holodomor (1932-1933), murieron al menos dos habitantes del pueblo.

## Demografía
La evolución de la población de Mariánivka entre 1989 y 2001 fue la siguiente:
| 373                                                           | 332 |
| (Fuente: Cities & Towns of Ukraine y UKRAINE: Größere Städte) |     |

Según el censo de 2001, la lengua materna de la mayoría de los habitantes, el 95,78%, es el ucraniano; del 2,11% es el rumano; y del 1,81% es el ruso.